# Лайм Палестинский
Citrus limittioides, палестинский лайм, палестинский сладкий лайм, индийский сладкий лайм, или обыкновенный сладкий лайм, альтернативно считающийся сортом лимона, C. × limon представляет собой низкокислотный лайм, используемый в Палестине для производства продуктов питания, сока и подвой. Входит в состав сладких лаймов. Как и лимон Мейера, он является результатом скрещивания цитрона (Citrus medica) и гибрида мандарина (бигарадии), чем отличается от лиметты, которую иногда также называют сладким лаймом.